# Скијашки клуб Црвена звезда
Скијашки клуб Црвена звезда је скијашки клуб из Београда. Клуб је део Спортског друштва Црвена звезда.

## Историја
Скијашки клуб Црвена звезда је основан 1946. године. У првим годинама постојања истакли су се Љерка Кушец и алпски скијаш Петар Криж. 1970. године уследио је нагли одлазак такмичара и клуб престаје са радом. Клуб је обновљен тек 20. новембра 1989. године, а истакли су се Крсто Ђуровић и Вук Ковачевић. Ипак, највећи успех у историји клуба остварио је Слађан Илић - 1993. године постао је сениорски првак државе у слалому и велеслалому. Исте године СК Црвена звезда престаје са активностима. Клуб је поново обновљен 29. октобра 2019. године.